# Ittireddu
Ittireddu ist ein Dorf auf Sardinien in der Metropolitanstadt Sassari mit 462 Einwohnern (Stand 31. Dezember 2023).

## Geographie
Ittireddu liegt 314 Meter über NN, am Hang des Monte Lisiri, einem im Abbau befindlichen Basaltmassiv am Rande des Logudoro.
Das Dorf liegt 10 km von Ozieri und 65 km von Sassari entfernt. Die Nachbargemeinden sind Bonorva, Mores, Nughedu San Nicolò und Ozieri.

## Sehenswürdigkeiten
|  |  |

Der Ort ist besonders durch sein archäologisches und ethnographisches Museum bekannt.
- Ruine der Chiesa di Sant’Elena und die Chiesa di Santa Croce, byzantinische Kirchen des 6. oder 7. Jahrhunderts
- Domus de Janas von Monte Ruju und die Nekropole von Partulesi
- Nuraghe Funtana und Sa Domu e s’Orku
- Pont’ezzu, eine römische Brücke (nicht zu verwechseln mit der gleichnamigen Pont’Ezzu bei Illorai)
- Dolmen Sa Coveccada (bei Mores)

## Verkehr
Der ehemalige Bahnhof Mores-Ittireddu an der Bahnstrecke Cagliari–Golfo Aranci Marittima liegt nordwestlich des Ortes.  Der Eisenbahnknotenpunkt Chilivani (Ozieri) liegt ebenfalls in der Nähe.